# فير سي...
مرة أخرى... (بالهندية: ...Phir Se) (بالإنجليزية: ...Once Again)‏ هو فيلم رومانسي من إخراج وبطولة كونال كوهلي ودور البطولة النسوي عاد للنجمة جينيفر ونجت.
وهذا هو أول فيلم للمخرج كونال كولي وكممثل، وأيضا الفيلم الأول لنجمة التيليفزيون جينيفر ونجت في بوليوود. كان من المقرر إطلاق الفيلم في 26 يونيو 2015، وأطلق الإعلان الترويجي للفيلم في 07 أبريل 2015.

## نبذة عن الفيلم
مؤامرة في الفيلم سوف تتم على أساس انفصل الزوجان يعيشان في لندن، بعدما كان يعيشان أجمل قصة حب، في محاولة للتصالح مع عواقب انفصالهما.

## أماكن التصوير
تم تصوير كل مشاهد الفيلم في لندن 

## الممثلين
- جينيفر ونجت في دور كاجال [3]
- كونال كوهلي في دور جاي [3]
- راجيت كابور
- داليب تاهيل
- كانوالجيت سينغ
- شوسميتا موخيرجي